# Ulysse Delécluse
Ulysse Delécluse (* 22. Januar 1907 in Nœux-les-Mines/ Hauts-de-France; † 7. Februar 1995 in Plaisir/Île-de-France) war ein französischer Klarinettist und Musikpädagoge.

## Leben und Wirken
Delécluse studierte zunächst am Konservatorium von Lille, später am Pariser Konservatorium. Als Schüler von François Dreulle gewann er 1925 den Ersten Preis im Fach Klarinette. Er begann seine Laufbahn als Orchestermusiker. Charles Munch engagierte ihn als Ersten Klarinettisten beim Pariser Philharmonieorchester. Von 1940 bis 1950 war er Soloklarinettist im Orchester der Garde républicaine. Ab 1948 unterrichtete er 30 Jahre lang als Professor für Klarinette am Pariser Konservatorium. Zu seinen Schülern zählten u. a. Jean-Noël Crocq, Guy Dangain, Michel Portal und Jean-Marc Volta. 
Ihm wurden mehr als 30 Kompositionen unter anderem von Darius Milhaud und Henri Tomasi gewidmet. Er nahm neben anderen Werken Mozarts Klarinettenkonzert, Maurice Ravels Introduktion und Allegro für Harfe, Flöte, Klarinette und Streichquartett und Igor Strawinskys Histoire du Soldat auf und schuf Transkriptionen und Übungsstücke für die Klarinette, darunter 14 grandes Etudes pour la clarinette, 20 Etudes faciles und Quinze études.